# 王成男
王成男（1964年10月—），吉林舒兰人，中国人民解放军空军中将。
曾任空军航空兵第一师政委、空降兵第15军副政治委员。2016年5月10日，晋升空军少将军衔。2017年3月，任中国人民解放军空降兵军政委。2018年2月24日，当选为第十三届全国人大代表。2019年12月，升任空军纪律检查委员会书记，晋升空军中将军衔。2020年4月，任中部战区空军政治委员。2021年12月转任中央军事委员会政治工作部副主任。